# Villedaigne
Villedaigne är en kommun i departementet Aude i regionen Occitanien  i södra Frankrike. Kommunen ligger  i kantonen Narbonne-Ouest som ligger i arrondissementet Narbonne. År 2022 hade Villedaigne 573 invånare.

## Befolkningsutveckling
Antalet invånare i kommunen Villedaigne
Referens: INSEE